# Phyllonorycter koreana
Phyllonorycter koreana är en fjärilsart som beskrevs av Tosio Kumata och Park 1978. Phyllonorycter koreana ingår i släktet guldmalar, och familjen styltmalar. Inga underarter finns listade i Catalogue of Life.